# Annie Vriezen
Annie Vriezen (Den Haag, 14 juni 1934 – Laren (Noord-Holland), 4 mei 2025) was een Nederlands textielkunstenares.

## Biografie
Vriezen was een dochter van Wilhelmina Cornelia Visser en predikant Theodorus Christiaan Vriezen. Zelf was ze sinds 1961 enige jaren getrouwd met kunstschilder Martin Tissing, later had ze in Jan Kits haar levensgezel. Ze bleef onder eigen naam werken.
Het gezin verhuisde al vroeg naar Groningen, waar haar vader hoogleraar theologie werd aan de Universiteit Groningen. Ze studeerde zelf in die stad aan de Academie Minerva (examen kunstnijverheid in 1955). Voor weef- en batiktechniek liet ze zich onderwijzen binnen een middelbare vakopleiding in Warschau, waar weven nog een volkstechniek was. Na haar Minervajaren behaalde ze tevens het diploma vakonderwijs tekenen.
Ze vestigde zich in de jaren zestig van de 20e eeuw in Allersmaborg nabij Ezinge. Ze redde met haar kunstkolonie als het ware het vervallen gebouw van grof hergebruik. Van haar hand kwamen wandkleden, waarop niet zelden berenklauwen in batik te zien waren; ze zou er een hele serie van maken. Vanuit haar woning, atelier en expositieruimte verdween haar werk naar de open ruimte in genoemde stad; bijvoorbeeld in de Martinikerk. Zij maakte ook wandkleden waarop het scheppingsverhaal wordt verbeeld.
Vriezen overleed op negentig jarige leeftijd in het Rosa Spier Huis.
- RKD-Nederlands Instituut voor Kunstgeschiedenis: 82176